# Ernst Gaupp
Ernst Gaupp (Bytom, 13 luglio 1865 – Breslavia, 23 novembre 1916) è stato un anatomista tedesco.
Studiò scienze naturali e medicina a Jena, Königsberg e Breslavia, dove conseguì il dottorato nel 1889. Successivamente lavorò come anatomista a Friburgo in Brisgovia, Königsberg e Breslau (1915).
Gaupp è ricordato per la sua ricerca che riguarda lo sviluppo morfologico del cranio nei vertebrati. È accreditato per aver stabilito le basi e la metodologia, la morfologia e la morfogenesi del cranio. Con Karl Bogislaus Reichert (1811-1883), fu co-inventore della teoria Reichert-Gaupp che coinvolge l'origine degli ossicini nell'orecchio dei mammiferi.

## Opere principali
- Zur Kenntnis des Primordial-Craniums der Amphibien und Reptilien. In: Verh. Anat. Ges. 5: 114–120, 1891.
- A. Ecker's und R. Wiedersheim's Anatomie des Frosches, Auf Grund eigener Untersuchungen durchaus neu bearbeitet; 2 and 3 Aufl. 1896, 1904.
- Alte Probleme und neuere Arbeiten ueber den Wirbeltierschaedel. In: Erg. Anat. Entw. 10: 847–1001, 1900.
- Die Reichertsche Theorie, Hammer-, Amboss- und Kieferfrage. In: Arch. Anat. Suppl. 1912: 1–416
- August Weismann, sein Leben und sein Werk. 1917.[2]